# Беленщинский сельский совет
Беленщинский сельский совет (укр. Біленщинська сільська рада) — входит в состав
Пятихатского района
Днепропетровской области
Украины.
Административный центр сельского совета находится в 
с. Беленщина.

## Населённые пункты совета
- с. Беленщина
- с. Верхнекаменистая
- с. Катериновка
- с. Липовое
- с. Михайловка
- с. Александро-Григоровка
- с. Плоское
- с. Плоско-Тарановка

## Ликвидированные населённые пункты совета
- с. Фастово